# United States Army North
La United States Army North è un comando dell'U.S. Army con funzione di identificare, dissuadere e sconfiggere qualsiasi minaccia al territorio statunitense, in supporto al United States Northern Command. Il quartier generale è situato presso Fort Sam Houston, Texas.

## Organizzazione
- Civil Support Training Activity
- Task Force 51
- Defense Coordinating Elements (DCE)

### Assigned/Allocated/Opcon forces
- Emergency Preparedness Liason Officers
- Joint Task Force Civil Support
- Task Force 76
- Task Force 46
- 263rd Army Air and Missile Defense Command, South Carolina Army National Guard
- 505th Military Intelligence Brigade - USARC
- 377th Theater Sustainment Command - USARC

## Storia

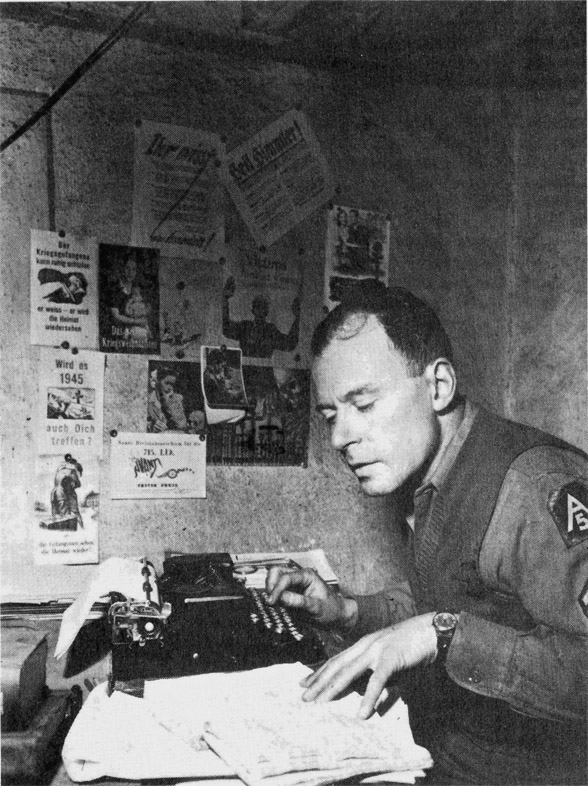
Klaus Mann

### La seconda guerra mondiale
La 5ª Armata fu una delle più importanti unità militari americane nel teatro del Mediterraneo durante la seconda guerra mondiale. Venne costituita il 5 gennaio 1943 a Oujda, nel Marocco francese e venne resa responsabile, con cospicue forze americane di fanteria e corazzate, della difesa di Algeria e Marocco in caso di un'improbabile invasione tedesca proveniente dalla Spagna. Ad essa venne inoltre affidata la responsabilità di pianificare gran parte dell'invasione americana in Italia. Essa venne comandata dal tenente generale Mark Clark.
La prima azione cui l'armata prese parte fu lo sbarco a Salerno, cioè l'operazione che portò allo sbarco sulle coste del golfo di Salerno nel settembre del 1943. A causa dello scarso numero di truppe americane disponibili sul teatro di guerra, all'armata venne unito anche un corpo britannico, il X Corps, unitamente al VI Corps statunitense, cioè il solo Corpo d'Armata di cui era composta originariamente. A Salerno, il X Corpo sbarcò sul fianco sinistro ed il VI Corpo sul fianco destro. Le operazioni belliche procedettero inizialmente con lentezza a causa della feroce controffensiva tedesca e della scarsa iniziativa del comandante americano maggior generale Ernest Dawley, che venne successivamente rimpiazzato. Ad ogni modo, dopo pesanti bombardamenti navali ed aerei, le forze tedesche si ritirarono.
Prima della battaglia di Cassino, la 5ª Armata venne rinforzata con l'aggiunta del II Corps americano. Il VI Corps venne ritirato dalla linea, per essere impiegato nello sbarco di Anzio, e rimpiazzato col corpo di spedizione francese al comando del generale Alphonse Juin. L'armata condusse vari tentativi di prendere Monte Cassino, in aggiunta con le forze britanniche, ma tali assalti si scontrarono con la tenace resistenza tedesca che causò un numero elevato di perdite agli Alleati.
Dopo lo sbarco di Anzio, la zona di operazioni della Linea Gustav venne riorganizzata con spostamenti di truppe dalla 8ª Armata britannica (settore adriatico) alla 5ª Armata (settore tirrenico) con l'intento di aumentare il concentramento di forze per sfondare finalmente la linea di difesa e convergere su Roma. La 5ª Armata ebbe così la responsabilità di Cassino e fu protagonista delle fasi finali dello scontro. I nuovi assalti coordinati delle forze alleate portarono infine allo sfondamento della Gustav (Operazione Diadem) e alla liberazione di Roma.
Nel prosieguo della guerra la 5ª Armata, opportunamente riorganizzata con nuove divisioni, fu impegnata nel settore tirrenico nell'ambito delle operazioni militari contro la Linea Gotica: diede supporto alle azioni principali condotte dalla 8ª Armata britannica (Operazione Olive del 1944 e offensiva della primavera del 1945) che portarono allo sfondamento della linea Gotica e alla resa definitiva delle forze tedesche con conseguente liberazione dell'intera Italia settentrionale.
Il ruolo della 5ª Armata in Italia fu decisivo: 602 giorni totali di combattimento con 19.475 morti in azione. L'armata poté rientrare negli Stati Uniti nel settembre 1945, venendo disattivata il 2 ottobre di quello stesso anno presso Camp Myles Standish, Massachusetts.

### Dopo la guerra
Dopo la seconda guerra mondiale, l'armata venne riattivata l'11 giugno 1946 a Chicago sotto il comando del Maggiore Generale John Lucas, che durante la guerra ebbe il comando del VIº Corpo d'Armata che il 22 gennaio 1944 sbarcò sulle spiagge di Anzio e Nettuno. L'armata venne ridisegnata all'attuale nome il 1º gennaio 1957.
Da questo momento in poi la grande unità ebbe prevalentemente il compito difensivo dei territori della madrepatria. Nel giugno del 1971, la 5ª Armata si spostò di base nell'attuale base di Fort Sam Houston, in Texas.